# NJPW The New Beginning
NJPW The New Beginning es un evento anual de pago por visión producido por la empresa de lucha libre profesional New Japan Pro-Wrestling (NJPW). El evento se realizó desde 2011 como pago por evento (PPV). De 2013 a 2014, el evento también se emitió fuera de Japón como pago por visión de Internet (iPPV). Desde 2015, el evento se ha emitido en todo el mundo a través del sitio de transmisión de Internet de NJPW: NJPW World. El evento se lleva a cabo en febrero, el mes posterior al evento anual más grande de NJPW, Wrestle Kingdom, generalmente el punto culminante de las principales historias. Como sugiere el nombre del evento, marca el comienzo de un nuevo año para la promoción.

## Fechas y lugares
| Evento                                | Fecha                      | Lugar            | Estadio                                 | Asistencia | Evento principal |               |
| ------------------------------------- | -------------------------- | ---------------- | --------------------------------------- | ---------- | --- | ------------- |
| The New Beginning in Tokyo (2011)     | 15 de febrero de 2011      | Tokio, Japón     | Korakuen Hall                           | 1.500      | Hiroshi Tanahashi y Prince Devitt vs. Satoshi Kojima y Taka Michinoku                                                    | [ 1 ]         |
| The New Beginning in Sendai (2011)    | 20 de febrero de 2011      | Sendai, Japón    | Sendai Sun Plaza Hall                   | 3.200      | Hiroshi Tanahashi vs. Satoshi Kojima                                                                                     | [ 2 ]         |
| The New Beginning (2012)              | 12 de febrero de 2012      | Osaka, Japón     | Osaka Prefectural Gymnasium             | 6.200      | Hiroshi Tanahashi vs. Kazuchika Okada                                                                                    | [ 3 ]         |
| The New Beginning (2013)              | 10 de febrero de 2013      | Hiroshima, Japón | Hiroshima Sun Plaza Hall                | 4.780      | Hiroshi Tanahashi vs. Karl Anderson                                                                                      | [ 4 ]         |
| The New Beginning in Hiroshima (2014) | 9 de febrero de 2014       | 5.040            | Hiroshi Tanahashi vs. Shinsuke Nakamura | [ 5 ]      | |               |
| The New Beginning in Osaka (2014)     | 11 de febrero de 2014      | Osaka, Japón     | Osaka Prefectural Gymnasium             | 6.400      | Kazuchika Okada vs. Hirooki Goto                                                                                         | [ 6 ]         |
| The New Beginning in Osaka (2015)     | 11 de febrero de 2015      | 7.500            | Hiroshi Tanahashi vs. A.J. Styles       | [ 7 ]      | |               |
| The New Beginning in Sendai (2015)    | 14 de febrero de 2015      | Sendai, Japón    | Sendai Sun Plaza Hall                   | 2.900      | Shinsuke Nakamura vs. Yuji Nagata                                                                                        | [ 8 ]         |
| The New Beginning in Osaka (2016)     | 11 de febrero de 2016      | Osaka, Japón     | Osaka Prefectural Gymnasium             | 5.180      | Kazuchika Okada vs. Hirooki Goto                                                                                         | [ 9 ]         |
| The New Beginning in Niigata (2016)   | 14 de febrero de 2016      | Nagaoka, Japón   | Aore Nagaoka                            | 3.603      | Hiroshi Tanahashi vs. Kenny Omega                                                                                        | [ 10 ]        |
| The New Beginning in Sapporo (2017)   | 5 de febrero de 2017       | Sapporo, Japón   | Hokkaido Prefectural Sports Center      | 5.545      | Kazuchika Okada vs. Minoru Suzuki                                                                                        | [ 11 ]        |
| The New Beginning in Osaka (2017)     | 11 de febrero de 2017      | Osaka, Japón     | Edion Arena Osaka                       | 5.466      | Tetsuya Naito vs. Michael Elgin                                                                                          | [ 12 ]        |
| The New Beginning in Sapporo (2018)   | 27 y 28 de enero de 2018   | Sapporo, Japón   | Hokkaido Prefectural Sports Center      | 4.8625.140 | Hiroshi Tanahashi vs. Minoru Suzuki (27 de enero) Kenny Omega vs. Jay White (28 de enero)                                | [ 13 ] [ 14 ] |
| The New Beginning in Osaka (2018)     | 10 de febrero de 2018      | Osaka, Japón     | Edion Arena Osaka                       | 5.481      | Kazuchika Okada vs. Sanada                                                                                               | [ 15 ]        |
| The New Beginning in Sapporo (2019)   | 2 y 3 de febrero de 2019   | Sapporo, Japón   | Hokkaido Prefectural Sports Center      | 4.8686.089 | Hiroshi Tanahashi y Kazuchika Okada vs. Jay White y Bad Luck Fale (2 de febrero) Tetsuya Naito vs. Taichi (3 de febrero) | [ 16 ] [ 17 ] |
| The New Beginning in Osaka (2019)     | 11 de febrero de 2019      | Osaka, Japón     | Edion Arena Osaka                       | 5.570      | Hiroshi Tanahashi vs. Jay White                                                                                          | [ 18 ]        |
| The New Beginning in Sapporo (2020)   | 1 y 2 de febrero de 2020   | Sapporo, Japón   | Hokkaido Prefectural Sports Center      | 4.5695.690 | Hirooki Goto vs. Shingo Takagi (1 de febrero) Kazuchika Okada vs. Taichi (2 de febrero)                                  | [ 19 ] [ 20 ] |
| The New Beginning in Osaka (2020)     | 9 de febrero de 2020       | Osaka, Japón     | Osaka-jō Hall                           | 11.411     | Tetsuya Naito vs. KENTA                                                                                                  | [ 21 ]        |
| The New Beginning in Nagoya (2021)    | 30 de enero de 2021        | Nagoya, Japón    | Aichi Prefectural Gymnasium             | 2.156      | Shingo Takagi vs. Hiroshi Tanahashi                                                                                      | [ 22 ]        |
| The New Beginning in Hiroshima (2021) | 10 y 11 de febrero de 2021 | Hiroshima, Japón | Hiroshima Sun Plaza Hall                | 1.1352.007 | Hiromu Takahashi vs. Sho (10 de febrero) Kota Ibushi vs. Sanada (11 de febrero)                                          | [ 23 ] [ 24 ] |
| The New Beginning in Nagoya (2023)    | 22 de enero de 2023        | Nagoya, Japón    | Aichi Prefectural Gymnasium             | 1.650      | Shingo Takagi vs. Great-O-Khan                                                                                           | [ 25 ]        |
| The New Beginning in Sapporo (2023)   | 4 y 5 de febrero de 2023   | Sapporo, Japón   | Hokkaido Prefectural Sports Center      | 3.0733.316 | Shota Umino vs.Tetsuya Naito (4 de febrero) Hiromu Takahashi vs. YOH (5 de febrero)                                      | [ 26 ] [ 27 ] |
| The New Beginning in Osaka (2023)     | 11 de febrero de 2023      | Osaka, Japón     | Edion Arena Osaka                       | 4.055      | Kazuchika Okada vs. Shingo Takagi                                                                                        | [ 28 ]        |
| The New Beginning in Nagoya (2024)    | 20 de enero de 2024        | Nagoya, Japón    | Aichi Prefectural Gymnasium             | 2.710      | Tama Tonga vs. Evil | [ 29 ]        |
| The New Beginning in Osaka (2024)     | 11 de febrero de 2024      | Osaka, Japón     | Edion Arena Osaka                       | 5.327      | United Empire vs. Bullet Club War Dogs                                                                                   | [ 30 ]        |
| The New Beginning in Sapporo (2024)   | 23 y 24 de febrero de 2024 | Sapporo, Japón   | Hokkaido Prefectural Sports Center      | 3.2315.355 | David Finlay vs. Nic Nemeth (23 de febrero) Tetsuya Naito vs. Sanada (24 de febrero)                                     | [ 31 ] [ 32 ] |
| The New Beginning in Osaka (2025)     | 11 de febrero de 2025      | Osaka, Japón     | Edion Arena Osaka                       | 5.502      | Zack Sabre Jr. vs. Hirooki Goto                                                                                          | [ 33 ]        |

## Ediciones

### 2011: The New Beginning in Tokyo
The New Beginning in Tokyo 2011 tuvo lugar el 15 de febrero de 2011 desde el Korakuen Hall en Tokio, Japón, y sirvió como preámbulo para los combates del siguiente evento.

#### Resultados
En paréntesis se indica el tiempo de cada combate:
- Chaos (Tetsuya Naito, Tomohiro Ishii & Yujiro Takahashi) derrotaron a Hirooki Goto, Jushin Thunder Liger y Tiger Mask IV (8:49).
  - Ishii cubrió a Tiger después de un «Brainbuster».
- Kota Ibushi y KUSHIDA derrotaron a Gedo y Jado (12:24).
  - KUSHIDA cubrió a Jado después de un «Mignight Express».
- Karl Anderson derrotó a Manabu Nakanishi (10:27).
  - Anderson cubrió a Nakanishi después de un «Gun Stun».
- Giant Bernard derrotó a Strong Man (6:06).
  - Bernard cubrió a Strong Man después de un «Diving-Style Pinfall»
- Ryusuke Taguchi y Togi Makabe derrotaron a Kojima-gun (Nosawa Rongai & Taichi) (7:09).
  - Makabe cubrió a Taichi después de un «King Kong Knee Drop».
- Wataru Inoue derrotó a Toru Yano (9:37).
  - Inoue cubrió a Yano después de un «Spear of Justice».
- Yuji Nagata derrotó a Takashi Iizuka por descalificación (13:24).
- Shinsuke Nakamura derrotó a Hiroyoshi Tenzan (8:24).
  - Nakamura cubrió a Tenzan después de un «Boma Ye».
- Hiroshi Tanahashi y Prince Devitt derrotaron a Kojima-gun (Satoshi Kojima & TAKA Michinoku) (15:47).
  - Tanahashi cubrió a Michinoku después de un «High Fly Flow».

### 2011: The New Beginning in Sendai
The New Beginning in Sendai 2011 tuvo lugar el 20 de febrero de 2011 desde el Sendai Sun Plaza Hall en Sendai, Japón.

#### Resultados
En paréntesis se indica el tiempo de cada combate:
- Tama Tonga derrotó a Hiromu Takahashi (5:20).
  - Tonga cubrió a Hiromu después de un «Tongan Twist».
- Jushin Thunder Liger, KUSHIDA y Ryusuke Taguchi derrotaron a Chaos (Gedo, Jado & Killer Rabbit) (8:45).
  - KUSHIDA cubrió a Rabbit después de un «Mignight Express».
- Tiger Mask IV derrotó a Tomohiro Ishii en un Mask vs. Mask Match (8:45).
  - Tiger cubrió a Ishii después de un «Tiger Suplex Hold».
  - Como consecuencia, Ishii tuvo que quitarse la máscara.
- Chaos (Shinsuke Nakamura, Takashi Iizuka, Toru Yano & Yujiro Takahashi) derrotaron a Hiroyoshi Tenzan, King Fale, Wataru Inoue y Yuji Nagata en un Eight-Man Elimination Tag Team Match (21:41).
  - Takahashi eliminó a Fale después de un «Tokyo Pimps»
  - Tenzan eliminó a Takahashi después de un «TTD».
  - Iizuka eliminó a Tenzan después de lanzarlo por encima de la tercera cuerda.
  - Inoue eliminó a Iiuzuka después de un «Spear of Justice».
  - Yano eliminó a Inoue después de un «Black Mist».
  - Nagata eliminó a Yano después de un «Small Package».
  - Nakamura eliminó a Nagata después de un «Boma Ye».
- Bad Intentions (Giant Bernard & Karl Anderson) (c) derrotaron a Muscle Orchestra (Manabu Nakanishi & Strong Man) y retuvieron el Campeonato en Parejas de la IWGP (18:28).
  - Bernard cubrió a Strong Man después de un «Bernard Driver».
- Prince Devitt (c) derrotó a Taka Michinoku y retuvo el Campeonato Peso Pesado Junior de la IWGP (13:17).
  - Devitt cubrió a Taka después de un «Bloody Sunday».
- Kojima-gun (MVP & Taichi) derrotaron a G.B.H. (Togi Makabe & Tomoaki Honma) (11:29).
  - MVP cubrió a Honma después de un «TTB».
- Hirooki Goto derrotó a Tetsuya Naito (17:36).
  - Goto cubrió a Naito después de un «Shouten Kai».
- Hiroshi Tanahashi (c) derrotó a Satoshi Kojima y retuvo el Campeonato Peso Pesado de la IWGP (22:22).
  - Tanahashi cubrió a Kojima después de un «High Fly Flow».

### 2012
The New Beginning 2012 tuvo lugar el 12 de febrero de 2012 desde el Osaka Prefectural Gymnasium en Osaka, Japón.

#### Resultados
En paréntesis se indica el tiempo de cada combate:
- Chaos (YOSHI-HASHI & Yujiro Takahashi) derrotaron a King Fale y Tomoaki Honma (7:51).
  - Takahashi cubrió a Fale después de un «Low Blow» seguido de un «Roll Up».
- Chaos (Takashi Iizuka, Tomohiro Ishii & Toru Yano) derrotaron a Captain New Japan, Jushin Thunder Liger y Tama Tonga (8:35).
  - Yano cubrió a Tonga después de un «Oni Kuroshi».
- No Remorse Corps (Davey Richards & Rocky Romero) derrotaron a Apollo 55 (Prince Devitt & Ryusuke Taguchi) (c) y ganaron el Campeonato en Parejas Peso Pesado Junior de la IWGP (15:10).
  - Richards cubrió a Taguchi después de un «Powerbomb».
- Suzuki-gun (Lance Archer, Minoru Suzuki, Taichi, Taka Michinoku & Yoshihiro Takayama) derrotaron a KUSHIDA, Tiger Mask IV, Togi Makabe, Wataru Inoue y Yuji Nagata en un Ten-Man Elimination Tag Team Match (23:08).
  - Archer eliminó a KUSHIDA después de un «Blackout»
  - Archer eliminó a Tiger después de un «Texas Tornado».
  - Archer eliminó a Inoue después de lanzarlo por encima de la tercera cuerda.
  - Makabe eliminó a Taka después de lanzarlo por encima de la tercera cuerda.
  - Makabe eliminó a Taichi después de lanzarlo por encima de la tercera cuerda.
  - Suzuki eliminó a Nagata después de lanzarlo por encima de la tercera cuerda.
  - Suzuki eliminó a Makabe después de un «Gotch Style Piledriver».
- Tencozy (Hiroyoshi Tenzan & Satoshi Kojima) (c) derrotaron a Bad Intentions (Giant Bernard & Karl Anderson) y retuvieron el Campeonato en Parejas de la IWGP (17:47).
  - Kojima cubrió a Bernard después de un «Lariat».
- Hirooki Goto derrotó a Masato Tanaka (c) y ganó el Campeonato Intercontinental de la IWGP (13:26).
  - Goto cubrió a Tanaka después de un «Shouten Kai».
- Tetsuya Naito derrotó a Shinsuke Nakamura (17:38).
  - Naito cubrió a Nakamura después de un «Stardust Press».
- Kazuchika Okada (con Gedo) derrotó a Hiroshi Tanahashi (c) y ganó el Campeonato Peso Pesado de la IWGP (23:22).
  - Okada cubrió a Tanahashi después de un «Rainmaker».

### 2013
The New Beginning 2013 tuvo lugar el 10 de febrero de 2013 desde el Hiroshima Sun Plaza Hall en Hiroshima, Japón.

#### Resultados
En paréntesis se indica el tiempo de cada combate:
- Jushin Thunder Liger, Manabu Nakanishi, Tama Tonga, Tiger Mask IV y Yuji Nagata derrotaron a Chaos (Jado, Takashi Iizuka, Tomohiro Ishii, Toru Yano & YOSHI-HASHI) (8:20).
  - Nagata cubrió a Jado después de un «Bridging Suplex».
- Time Splitters (Alex Shelley & KUSHIDA) (c) derrotaron a Forever Hooligans (Alex Koslov & Rocky Romero) y retuvieron el Campeonato en Parejas Peso Pesado Junior de la IWGP (11:26).
  - KUSHIDA cubrió a Koslov después de un «Mignight Express».
- Prince Devitt (c) derrotó a Ryusuke Taguchi y retuvo el Campeonato Peso Pesado Junior de la IWGP (14:01).
  - Devitt cubrió a Taguchi después de un «Bloody Sunday».
- K.E.S. (Davey Boy Smith Jr. & Lance Archer) (c) derrotaron a Tencozy (Hiroyoshi Tenzan & Satoshi Kojima) y retuvieron el Campeonato en Parejas de la IWGP (14:16).
  - Archer cubrió a Kojima después de un «Killer Bomb».
- Togi Makabe derrotó a Yujiro Takahashi (8:00).
  - Makabe cubrió a Yujiro después de un «King Kong Knee Drop».
- Laughter7 (Katsuyori Shibata & Kazushi Sakuraba) derrotaron a Hirooki Goto y Wataru Inoue (11:07).
  - Sakuraba cubrió a Inoue después de un «Cradle».
- Shinsuke Nakamura derrotó a Kengo Mashimo (11:21).
  - Nakamura cubrió a Mashimo después de un «Boma Ye».
- Minoru Suzuki (con Taichi) derrotó a Kazuchika Okada (con Gedo) (15:59).
  - Suzuki cubrió a Okada después de un «Gotch-style Piledriver»
- Hiroshi Tanahashi (c) derrotó a Karl Anderson y retuvo el Campeonato Peso Pesado de la IWGP (25:10).
  - Tanahashi cubrió a Anderson después de un «High Fly Flow».

### 2014: The New Beginning in Hiroshima
The New Beginning in Hiroshima 2014 tuvo lugar el 9 de febrero de 2014 desde el Hiroshima Sun Plaza Hall en Hiroshima, Japón.

#### Resultados
Entre paréntesis se indica el tiempo de cada combate:
- El Desperado y Jushin Thunder Liger derrotaron a Bushi y Kota Ibushi (8:46).
  - El Desperado cubrió a Bushi después de un «Guitarra de Ángel».
- Minoru Suzuki (con Taichi) derrotó Tama Tonga (5:32).
  - Suzuki cubrió a Tonga después de un «Gotch-style Piledriver».
- Crazy Ichizoku (Takashi Iizuka & Toru Yano) derrotaron a Kazushi Sakuraba y Yuji Nagata por descalificación (9:16).
  - Sakuraba fue descalificado después usar el «Iron finger from Hell».
- Michael Tarver derrotó a Hiroyoshi Tenzan (9:15).
  - Tarver cubrió a Tenzan después de un «Superman Punch».
- Satoshi Kojima (c) derrotó a Big Daddy Yum-Yum y retuvo el Campeonato Mundial Peso Pesado de la NWA (con Bruce Tharpe) (11:04).
  - Kojima cubrió a Yum-Yum después de un «Lariat».
- Chaos (Tomohiro Ishii & Yujiro Takahashi) derrotaron a Tetsuya Naito y Tomoaki Honma (11:27).
  - Ishii cubrió a Honma después de un «Brainbuster».
- Bullet Club (Bad Luck Fale, Matt Jackson, Nick Jackson & Prince Devitt) derrotaron a Ryusuke Taguchi, Time Splitters (Alex Shelley & KUSHIDA) y Togi Makabe (11:28).
  - Devitt cubrió a Taguchi después de un «Bloody Sunday».
- Hirooki Goto y Katsuyori Shibata derrotaron a Chaos (Kazuchika Okada & YOSHI-HASHI) (14:38).
  - Goto cubrió a HASHI después de un «Shoten-Kai».
- Bullet Club (Doc Gallows & Karl Anderson) (c) (con Tama Tonga) derrotaron a K.E.S. (Davey Boy Smith Jr. & Lance Archer) (con Taka Michinoku) y retuvieron el Campeonato en Parejas de la IWGP (12:08).
  - Anderson cubrió a Smith después de un «Magic Killer»
- Hiroshi Tanahashi (c) derrotó a Shinsuke Nakamura y retuvo el Campeonato Intercontinental de la IWGP (22:32).
  - Tanahashi cubrió a Nakamura después de un «Dragon Suplex Hold».

### 2014: The New Beginning in Osaka
The New Beginning in Osaka 2014 tuvo lugar el 11 de febrero de 2014 desde el Osaka Prefectural Gymnasium en Osaka, Japón.

#### Resultados
En paréntesis se indica el tiempo de cada combate:
- The Young Bucks (Matt Jackson & Nick Jackson) (c) derrotaron a Time Splitters (Alex Shelley & KUSHIDA) y retuvieron el Campeonato en Parejas Peso Pesado Junior de la IWGP (13:05).
  - Matt cubrió a Shelley después de un «More Bang For Your Buck».
- Katsuyori Shibata derrotó a YOSHI-HASHI (5:21).
  - Shibata cubrió a HASHI después de un «Penalty Kick».
- Suzuki-gun (Davey Boy Smith Jr., Lance Archer & Minoru Suzuki) (con Taichi & Taka Michinoku) derrotaron a Bullet Club (Doc Gallows, Karl Anderson & Tama Tonga) (7:53).
  - Smith cubrió a Tonga después de un «Killer Bomb».
- Ryusuke Taguchi y Togi Makabe derrotaron a Bullet Club (Bad Luck Fale & Prince Devitt) (9:53).
  - Taguchi cubrió a Devitt después de un «Roll-Up».
- Tencozy (Hiroyoshi Tenzan & Satoshi Kojima) derrotaron a Big Daddy Yum-Yum y Michael Tarver (con Bruce Tharpe) para convertirse en los contendientes número uno al Campeonato Mundial en Parejas de la NWA (12:54).
  - Tenzan forzó a Tarver a rendirse con un «Anaconda Vise».
- Gracie Ichizoku (Daniel Gracie & Rolles Gracie) derrotaron a Kazushi Sakuraba y Yuji Nagata (9:28).
  - Rolles forzó a Sakuraba a rendirse con un «Choke».
- Hiroshi Tanahashi y Jushin Thunder Liger derrotaron a Chaos (Shinsuke Nakamura & Yujiro Takahashi) (12:43).
  - Tanahashi cubrió a Takahashi después de un «High Fly Flow».
- Kota Ibushi (c) derrotó a El Desperado y retuvo el Campeonato Peso Pesado Junior de la IWGP (13:34).
  - Ibushi cubrió a El Desperado después de un «Phoenix Splash».
- Tomohiro Ishii derrotó a Tetsuya Naito (c) y ganó el Campeonato de Peso Abierto NEVER (23:41).
  - Ishii cubrió a Naito después de un «Brainbuster»
- Kazuchika Okada (c) (con Gedo) derrotó a Hirooki Goto (con Katsuyori Shibata) y retuvo el Campeonato Peso Pesado de la IWGP (22:51).
  - Okada cubrió a Goto después de un «Rainmaker».

### 2015: The New Beginning in Osaka
The New Beginning in Osaka 2015 tuvo lugar el 11 de febrero de 2015 desde el Osaka Prefectural Gymnasium en Osaka, Japón.

#### Resultados
En paréntesis se indica el tiempo de cada combate:
- Sho Tanaka derrotó a Yohei Komatsu (5:38).
  - Tanaka cubrió a Komatsu después de un «Boston Crab».
- Tiger Mask IV y Máscara Dorada derrotaron a Manabu Nakanishi y Captain New Japan (5:03).
  - Dorada cubrió a Captain después de un «Cradle».
- The Illuminati (Chase Owens & Rob Conway) (con Bruce Tharpe) derrotaron a Hiroyoshi Tenzan y Jushin Thunder Liger (7:53).
  - Owens cubrió a Liger después de un «Package Driver».
- Kota Ibushi derrotó a Tomoaki Honma (12:15).
  - Ibushi cubrió a Honma después de un «Phoenix Splash».
- The Young Bucks (Matt Jackson & Nick Jackson) (con Cody Hall) derrotaron reDRagon (Bobby Fish & Kyle O'Reilly) (c) y Time Splitters (Alex Shelley & KUSHIDA) y ganaron el Campeonato en Parejas Peso Pesado Junior de la IWGP (13:31).
  - Matt cubrió a KUSHIDA después de un «More Bang For Your Bucks».
- Kenny Omega (c) derrotó a Ryusuke Taguchi y retuvo el Campeonato Peso Pesado Junior de la IWGP (13:58).
  - Omega cubrió a Taguchi después de un «Katayoku No Tenshi».
- Kazuchika Okada, Toru Yano y Kazushi Sakuraba derrotaron a Bullet Club (Bad Luck Fale, Yujiro Takahashi y Tama Tonga) (11:45).
  - Okada cubrió a Tonga después de un «Rainmaker».
- Yuji Nagata, Satoshi Kojima y Tetsuya Naito derrotaron a Chaos (Shinsuke Nakamura, Tomohiro Ishii y YOSHI-HASHI) (16:30).
  - Naito cubrió a HASHI después de un «Stardust Press».
- Bullet Club (Doc Gallows & Karl Anderson) derrotaron a Meiyu Tag (Hirooki Goto & Katsuyori Shibata) (c) y ganaron el Campeonato en Parejas de la IWGP (16:26).
  - Gallows cubrió a Shibata después de un «Magic Killer»
- A.J. Styles derrotó a Hiroshi Tanahashi (c) y ganó el Campeonato Mundial Peso Pesado de la IWGP (27:01).
  - Styles cubrió a Tanahashi después de un «Styles Clash».

### 2015: The New Beginning in Sendai
The New Beginning in Sendai 2015 tuvo lugar el 14 de febrero de 2015 desde el Sendai Sun Plaza Hall en Sendai, Japón.

#### Resultados
En paréntesis se indica el tiempo de cada combate:
- Captain New Japan y Manabu Nakanishi derrotaron a Satoshi Kojima y Yohei Komatsu (6:19).
  - Nakanishi cubrió a Komatsu después de un «Hercules Cutter».
- reDRagon (Bobby Fish & Kyle O'Reilly) derrotaron a Jay White y Tiger Mask IV (10:31).
  - Kyle cubrió a White después de un «Chasing The Dragon».
- Alex Shelley, KUSHIDA y Máscara Dorada derrotaron a Bullet Club (Kenny Omega, Matt Jackson & Nick Jackson) (con Cody Hall) (11:11).
  - Dorada cubrió a Omega después de un «Dorada Screwdriver».
- Jushin Thunder Liger (c) (con Tiger Mask) derrotó a Chase Owens (con Bruce Tharpe) y retuvo el Campeonato Mundial Peso Pesado Junior de la NWA (7:49).
  - Liger cubrió a Owens después de un «European Clutch».
- Hiroyoshi Tenzan (con Satoshi Kojima) derrotó a Rob Conway (c) (con Bruce Tharpe) y ganó el Campeonato Mundial Peso Pesado de la NWA (11:50).
  - Tenzan cubrió a Conway después de un «Moonsault».
- Kota Ibushi y Tetsuya Naito derrotaron a Kazushi Sakuraba y Toru Yano (12:51).
  - Naito cubrió a Yano después de un «Counter Pin».
- Chaos (Kazuchika Okada & YOSHI-HASHI) (con Gedo) derrotaron a Bullet Club (Bad Luck Fale & Yujiro Takahashi) (con Cody Hall) (9:55).
  - Okada cubrió a Yujiro después de un «Rainmaker».
- Hirooki Goto, Hiroshi Tanahashi y Katsuyori Shibata derrotaron a Bullet Club (Doc Gallows, Karl Anderson & Tama Tonga) (con Cody Hall) (12:07).
  - Tanahashi cubrió a Tonga después de un «High Fly Flow».
- Tomohiro Ishii derrotó Tomoaki Honma y ganó el vacante Campeonato de Peso Abierto NEVER (24:46).
  - Ishii cubrió a Honma después de un «Brainbuster»
  - Togi Makabe no pudo defender el título tras sufrir una gripe, por lo que el título se declaró vacante.
- Shinsuke Nakamura (c) derrotó a Yuji Nagata (con Hiroyoshi Tenzan, Manabu Nakanishi y Satoshi Kojima) y retuvo el Campeonato Intercontinental de la IWGP (17:55).
  - Nakamura cubrió a Nagata después de un «Boma Ye».

### 2016: The New Beginning in Osaka
The New Beginning in Osaka 2016 tuvo lugar el 11 de febrero de 2016 desde el Osaka Prefectural Gymnasium en Osaka, Japón.

#### Resultados
En paréntesis se indica el tiempo de cada combate:
- Jay White derrotó a David Finlay (7:01)
  - White cubrió a Finlay después de un «High-Angle Crab Hold».
- Jushin Thunder Liger, Ryusuke Taguchi y Tiger Mask derrotaron a Chaos (Gedo, Kazushi Sakuraba y YOSHI-HASHI) (7:25)
  - Taguchi cubrió a HASHI después de un «Ankle Hold».
- Tencozy (Hiroyoshi Tenzan y Satoshi Kojima) derrotaron a Manabu Nakanishi y Yuji Nagata (11:05)
  - Kojima cubrió a Nakanishi después de un «Lariat».
- Los Ingobernables de Japón (Bushi, Evil y Tetsuya Naito) derrotaron a Juice Robinson, KUSHIDA y Michael Elgin (8:48)
  - Evil cubrió a Robinson después de un «EVIL».
- Bullet Club (Bad Luck Fale, Yujiro Takahashi y Tama Tonga) derrotaron a Toru Yano, Jay Briscoe y Mark Briscoe (c) y ganaron el Campeonato en Parejas de Peso Abierto 6-Man NEVER (10:08)
  - Tonga cubrió a Yano después de un «Veleno».
- Matt Sydal y Ricochet derrotaron a The Young Bucks (Nick Jackson y Matt Jackson) (c) y a reDRagon (Bobby Fish y Kyle O'Reilly) y ganaron el Campeonato en Parejas Peso Pesado Junior de la IWGP (14:59)
  - Sydal cubrió a Nick después de un «Air Sydal».
- Katsuyori Shibata (c) derrota a Tomohiro Ishii y retuvo el Campeonato de Peso Abierto NEVER (18:47)
  - Shibata cubrió a Ishii después de un «KIT».
- Bullet Club (Kenny Omega, Karl Anderson y Doc Gallows) derrotaron a Hiroshi Tanahashi, Togi Makabe y Tomoaki Honma (17:11)
  - Omega cubrió a Honma después de un «Katayoku no Tenshi».
- Kazuchika Okada (c) (con Gedo) derrotó a Hirooki Goto y retuvo el Campeonato Mundial Peso Pesado de la IWGP (25:27).
  - Okada cubrió a Goto después de un «Rainmaker».

### 2016: The New Beginning in Niigata
The New Beginning in Niigata 2016 tuvo lugar el 14 de febrero de 2016 desde el Aore Nagaoka en Nagaoka, Japón.

#### Resultados
En paréntesis se indica el tiempo de cada combate:
- The Young Bucks (Matt Jackson & Nick Jackson) y Cody Hall derrotaron a Captain New Japan, Jushin Thunder Liger y Tiger Mask IV (5:55)
  - Matt coloca espaldas planas a Captain después de la «Indytaker».
- reDRagon (Bobby Fish y Kyle O'Reilly) derrotaron a Chaos (Kazushi Sakuraba y Gedo) (8:25)
  - Fish cubrió a Gedo después de un «Chasing The Dragon».
- Hiroyoshi Tenzan, Satoshi Kojima, Matt Sydal y Ricochet derrotaron a Yuji Nagata, Manabu Nakanishi, Ryusuke Taguchi y David Finlay (8:14)
  - Ricochet cubrió a Finlay después de un «Shooting Star Press».
- Los Ingobernables de Japón (Evil y Tetsuya Naito) derrotaron a Jay White y Michael Elgin (8:38)
  - Evil cubrió a White después de un «EVIL».
- Chaos (Toru Yano, Jay Briscoe y Mark Briscoe) derrotaron a Bullet Club (Bad Luck Fale, Yujiro Takahashi y Tama Tonga) (c) y ganaron el Campeonato en Parejas de Peso Abierto 6-Man NEVER (8:20)
  - Yano cubrió a Yujiro después de un «Urakasumi».
- Kazuchika Okada, Tomohiro Ishii y YOSHI-HASHI derrotaron a Hirooki Goto, Katsuyori Shibata y Juice Robinson (16:36)
  - Okada cubrió a Robinson después de un «Rainmaker».
- KUSHIDA (c) derrotó a Bushi y retuvo el Campeonato Peso Pesado Junior de la IWGP (16:32)
  - KUSHIDA cubrió a Bushi después de un «Hoverboard Lock».
- G.B.H. (Togi Makabe y Tomoaki Honma) (c) derrotaron a Bullet Club (Doc Gallows y Karl Anderson) (con Bad Luck Fale y Tama Tonga) y retuvo el Campeonato en Parejas de la IWGP (14:16)
  - Honma cubrió a Anderson después de un «Kokeshi».
- Kenny Omega derrotó a Hiroshi Tanahashi y ganó el vacante Campeonato Intercontinental de la IWGP (29:10)
  - Omega cubrió a Tanahashi después de un «Katayoku no Tenshi».

### 2017: The New Beginning in Sapporo
The New Beginning in Sapporo 2017 tuvo lugar el 5 de febrero de 2017 desde el Hokkaido Prefectural Sports Center en Sapporo, Japón.

#### Resultados
En paréntesis se indica el tiempo de cada combate:
- Suzuki-gun (El Desperado & Yoshinobu Kanemaru) derrotaron a Hirai Kawato y KUSHIDA (7:34).
  - Desesperado cubrió a Kawato después de golpear con una guitarra.
- Hiroyoshi Tenzan, Satoshi Kojima & Yuji Nagata derrotaron a Henare, Tomoyuki Oka & Yoshitatsu (7:48).
  - Nagata cubrió a Oka después de un «Nagata Lock II».
- Chaos (Jado, Gedo y Will Ospreay) derrotaron a Katsuyori Shibata, Jushin Thunder Liger y Tiger Mask IV (6:47)
  - Ospreay cubrió a Tiger después de un «OsCutter».
- YOSHI-HASHI derrotó a Takashi Iizuka (con El Desperado) (7:00).
  - HASHI cubrió a Iizuka después de un «Karma».
- Taguchi Japan (Hiroshi Tanahashi, Michael Elgin, Manabu Nakanishi, Ryusuke Taguchi y Dragon Lee) vencieron a Los Ingobernables de Japón (Tetsuya Naito, SANADA, EVIL, BUSHI y Hiromu Takahashi) (13:03).
  - Lee forzó a BUSHI a rendirse con un «Desnucadora».
- Roppongi Vice (Rocky Romero y Baretta) (c) derrotaron a Taichi y TAKA Michinoku y retuvieron el Campeonato en Parejas Peso Pesado Junior de la IWGP (13:37).
  - Baretta cubrió a TAKA después de un «Strong Zero».
- Hirooki Goto (c) derrotó a Juice Robinson y retuvo el Campeonato de Peso Abierto NEVER (14:41)
  - Goto cubrió a Robinson después de un «GTR».
- Chaos (Tomohiro Ishii & Toru Yano) (c) derrotaron a G.B.H. (Togi Makabe & Tomoaki Honma) y K.E.S. (Davey Boy Smith Jr. & Lance Archer) y retuvieron el Campeonato en Parejas de la IWGP (13:35).
  - Yano cubrió a Makabe después de un «Horizontal Cradle».
- Kazuchika Okada (c) (con Gedo) derrotó a Minoru Suzuki (con Taichi) y retuvo el Campeonato Mundial Peso Pesado de la IWGP (40:36).
  - Okada cubrió a Suzuki después de un «Rainmaker».

### 2017: The New Beginning in Osaka
The New Beginning in Osaka 2017 tuvo lugar el 11 de febrero de 2017 desde el Edion Arena Osaka en Osaka, Japón.

#### Resultados
En paréntesis se indica el tiempo de cada combate:
- Taka Michinoku derrotó a Henare (4:38)
  - Taka cubrió a cubrió a Henare después de un «Heavy Killer».
- Tencozy (Hiroyoshi Tenzan and Satoshi Kojima) derrotaron a KUSHIDA y Yoshi Tatsu (6:47)
  - Kojima cubrió a cubrió a Tatsu después de un «Lariat».
- Juice Robinson, Jushin Thunder Liger, Tiger Mask y Yuji Nagata derrotaron a Chaos (Gedo, Hirooki Goto, Jado y YOSHI-HASHI) (7:51)
  - Robinson cubrió a Jado después de un «Pulp Friction».
- Suzuki-gun (Minoru Suzuki, Taichi y Yoshinobu Kanemaru) (con Taka Michinoku) derrotaron a Chaos (Baretta, Kazuchika Okada y Rocky Romero) (10:27)
  - Kanemaru cubrió a Romero después de un «High Ball W».
- Los Ingobernables de Japón (Bushi, Evil & Sanada) deerotaron a Taguchi Japan (Hiroshi Tanahashi, Manabu Nakanishi & Ryusuke Taguchi) (c) y ganaron el Campeonato en Parejas de Peso Abierto 6-Man NEVER (12:15).
  - Sanada forzó a Nakanishi a rendirse con un «Skull End».
- Katsuyori Shibata (c) derrotó a Will Ospreay y retuvo el Campeonato de Peso Pesado Británico (13:51).
  - Shibata cubrió a Ospreay después de un «Penalty Kick».
  - Después de la lucha, Shibata y Ospreay se dieron la mano en señal de respeto.
- Chaos (Tomohiro Ishii & Toru Yano) (c) derrotaron a G.B.H. (Togi Makabe & Tomoaki Honma) y Suzuki-gun (Davey Boy Smith Jr. & Takashi Iizuka) (con Taka Michinoku) y retuvieron el Campeonato en Parejas de la IWGP (12:31).
  - Yano cubrió a Smith después de un «School Boy».
- Hiromu Takahashi (c) derrotó a Dragon Lee y retuvo el Campeonato Peso Pesado Junior de la IWGP (18:23)
  - Hiromu cubrió a Lee después de un «Time Bomb».
- Tetsuya Naito (c) derrotó a Michael Elgin y retuvo el Campeonato Intercontinental de la IWGP (36:17)
  - Naito cubrió a Elgin después de un «Destino».

### 2018: The New Beginning in Sapporo
The New Beginning in Sapporo 2018 tuvo lugar el 27 y 28 de enero de 2018 desde el Hokkaido Prefectural Sports Center en Sapporo, Japón.

#### Resultados: 27 de enero
En paréntesis se indica el tiempo de cada combate:
- Michael Elgin derrotó a Katsuya Kitamura (8:04).
  - Elgin cubrió a Kitamura después de un «Bucke Bomb» con un «Elgin Bomb».
- TenKoji (Hiroyoshi Tenzan, Satoshi Kojima, Jushin Thunder Liger, Tiger Mask IV & KUSHIDA) derrotaron a Suzuki-gun (Takashi Iizuka, Yoshinobu Kanemaru, Taichi, TAKA Michinoku & El Desperado) (8:06).
  - KUSHIDA cubrió a Taka después de un «Hoverboard Lock».
- CHAOS (Toru Yano & Tomohiro Ishii) derrotaron a Bullet Club (Yujiro Takahashi & Chase Owens) (7:06).
  - Ishii cubrió a Owens después de un «Vertical Drop».
- Bullet Club (Bad Luck Fale, Tama Tonga & Tanga Roa) (c) derrotaron a Taguchi Japan (Togi Makabe, Toa Henare & Ryusuke Taguchi) y retuvieron en Campeonato en Parejas de Peso Abierto 6-Man NEVER (9:15).
  - Tonga forzó a Henare a rendirse con un «Flapjack».
- Bullet Club (Cody, Hangman Page & Marty Scurll) derrotaron a Kota Ibushi, Juice Robinson & David Finlay (10:47).
  - Page cubrió a Finlay después de un «Rite of Passage».
- Los Ingobernables de Japón (Tetsuya Naito & Hiromu Takahashi) derrotaron a CHAOS (YOSHI-HASHI & Will Ospreay) (11:19).
  - Naito cubrió a Ospreay después de un «Jacknife Hold».
  - Después de la lucha, Don Callis y Naito se encararon, pero Yoshi-Hashi fue a atacarlo. Naito no prestó atención a los golpes y continuo insultando a Callis.
  - Después de la interferencia, Hiromu trato de salvar, pero Hashi se quedó con Naito y lo saca del ring.
- CHAOS (Kazuchika Okada, Hirooki Goto & Gedo) derrotaron a Los Ingobernables de Japón (Sanada, Evil & Bushi) (11:52).
  - Okada forzó a Bushi a rendirse con un «Cobra Clutch».
  - Después de la lucha, Sanada atacó a Okada.
- The Elite (Kenny Omega, Matt & Nick Jackson) derrotaron a Roppongi 3k (Sho & Yoh) y Jay White (10:22).
  - Omega cubrió a Yoh después de un «Indytaker».
  - Después de la lucha, Omega y White se atacaron mutuamente.
- Minoru Suzuki derrotó a Hiroshi Tanahashi (c) y ganó el Campeonato Intercontinental de la IWGP (32:28).
  - Suzuki forzó a Tanahashi a rendirse con un «Otro Heel Hook».
  - Después de la lucha, Suzuki-gun festejaron junto con Suzuki.

#### Resultados: 28 de enero
En paréntesis se indica el tiempo de cada combate:
- Juice Robinson derrotó a Katsuya Kitamura (9:16).
  - Robinson cubrió a Kitamura después de un «Pulp Friction».
- Suzuki-gun (Yoshinobu Kanemaru, Taichi, TAKA Michinoku & El Desperado) derrotaron a Jushin Thunder Liger, Tiger Mask IV & Shota Umino (8:32).
  - Taichi cubrió a Tiger después de un «Superkick».
  - Después de la lucha, Suzuki-gun desenmascaran a Tiger.
- CHAOS (Tomohiro Ishii y Toru Yano) derrotaron a Bullet Club (Yujiro Takahashi y Hikuleo) (6:16).
  - Yano cubrió a Hikuleo después de un «Low Bow».
- Bullet Club (Bad Luck Fale, Chase Owens, Tama Tonga & Tanga Loa) derrotaron a TenKoji (Togi Makabe, Hiroyoshi Tenzan, Tomoyuki Oka & Toa Henare) (9:04).
  - Owens cubrió a Oka después de un «Package Piledriver».
- Suzuki-gun (Minoru Suzuki y Takashi Iizuka) derrotaron a Michael Elgin y Henare (8:18).
  - Suzuki forzó a Henare a rendirse con un «Kneebar».
  - Después de la lucha, Suzuki-gun continuó atacando a Henare, pero Togi Makabe salió a detenerlo.
- Bullet Club (Cody, Hangman Page & Marty Scurll) derrotaron a Kota Ibushi, KUSHIDA & David Finlay (10:30).
  - Page cubrió a KUSHIDA después de un «Rite of Passage».
- Los Ingobernables de Japón (Tetsuya Naito, Sanada, Evil, Bushi & Hiromu Takahashi) derrotaron a CHAOS (Kazuchika Okada, Hirooki Goto, YOSHI-HASHI, Will Ospreay & Gedo) (12:19).
  - Sanada forzó a Gedo a rendirse con un «Skuil End».
- Roppongi 3k (Sho & Yoh) derrotaron a The Young Bucks (Matt & Nick Jackson) (c) y ganaron el Campeonato en Parejas Peso Pesado Junior de la IWGP (22:34).
  - Sho cubrió a Matt después de un «Sharpshooter».
- Jay White derrotó a Kenny Omega (con Matt & Nick Jackson) (c) y ganó el Campeonato Peso Pesado de los Estados Unidos de la IWGP (29:54).
  - White cubrió a Omega después de un «Blade Runner».
  - Después de la lucha, Cody, Hangman Page, The Young Bucks y Marty Scurll aparecieron para calmar a Kenny Omega, pero Cody lo ataca mutuamente.
  - Luego del ataque, Cody continuó atacando a Omega, pero Kota Ibushi salió a detenerlo.

### 2018: The New Beginning in Osaka
The New Beginning in Osaka 2018 tuvo lugar el 10 de febrero de 2018 desde el Edion Arena Osaka en Osaka, Japón.

#### Resultados
En paréntesis se indica el tiempo de cada combate:
- Yuji Nagata derrotó a Katsuya Kitamura. (10:58)
  - Nagata cubrió a Kitamura después de un «Backbody Drop».
- Suzuki-gun (Yoshinobu Kanemaru & El Desperado) derrotaron a Roppongi 3k (Sho & Yoh) (con Rocky Romero) (10:23)
  - Sho se rindió tras un «Boston Crab» de Kanemaru.
  - Después de la lucha, Kanemaru y El Desperado atacaron a Sho.
- Taguchi Japan (Togi Makabe, KUSHIDA y Ryusuke Taguchi) y Michael Elgin derrotaron a Suzuki-gun (Minoru Suzuki, Takashi Iizuka, Taichi & TAKA Michinoku) (11:52).
  - Elgin cubrió a TAKA después de un «King Kong Knee Drop».
- CHAOS (Jay White, Toru Yano & Tomohiro Ishii) derrotaron a Taguchi Japan (Toa Henare, Juice Robinson & David Finlay) (7:33).
  - White cubrió a Henare después de un «Blade Runner».
  - Originalmente Hiroshi Tanahashi iba a ser equipo con Taguchi Japan, pero fue reemplazado por Elgin debido a una lesión.
- Bushi derrotó a Gedo (10:07).
  - Bushi cubrió a Gedo después de un «Gedo Clutch».
- Tetsuya Naito derrotó a Yoshi-Hashi (16:46).
  - Naito cubrió a Hashi después de un «Destino».
- Will Ospreay (c) derrotó a Hiromu Takahashi y retuvo el Campeonato Peso Pesado Junior de la IWGP (20:05).
  - Ospreay cubrió a Takahashi después de un «Oscutter».
- Hirooki Goto (c) derrotó a Evil y retuvo el Campeonato de Peso Abierto NEVER (20:19).
  - Goto cubrió a Evil después de un «GTR».
- Kazuchika Okada (con Gedo) (c) derrotó a Sanada y retuvo el Campeonato Mundial Peso Pesado de la IWGP (32:12).
  - Okada cubrió a Sanada después de un «Rainmaker».

### 2019: The New Beginning in Sapporo
The New Beginning in Sapporo 2019 tuvo lugar el 2 y 3 de febrero de 2019 desde el Hokkaido Prefectural Sports Center en Sapporo, Japón.

#### Resultados: 2 de febrero
En paréntesis se indica el tiempo de cada combate:
- Ren Narita derrotó a Yuya Uemura (9:45).
  - Narita cubrió a Uemura después de un «Front Suplex Hold».
- Manabu Nakanishi & Toa Henare derrotaron a Ayato Yoshida & Shota Umino (8:53).
  - Henare cubrió a Umino después de un «TOA Bottom».
- Hiroyoshi Tenzan & Tiger Mask IV derrotaron a Suzuki-gun (Takashi Iizuka & TAKA Michinoku) por descalificación (9:26).
  - Iizuka fue descalificado después de golpear a Tenzan con una silla.
- Ryusuke Taguchi, YOSHI-HASHI, Tomoaki Honma, Toru Yano & Togi Makabe derrotaron a Bullet Club (Taiji Ishimori, Chase Owens, Yujiro Takahashi, Tama Tonga & Tanga Loa) (con Jado y Pieter) (13:38).
  - Yano cubrió a Takahashi después de un «Schoolboy».
- Suzuki-gun (Taichi, Yoshinobu Kanemaru & El Desperado) derrotaron a Los Ingobernables de Japón (Tetsuya Naito, Shingo Takagi & Bushi) (13:28).
  - Taichi cubrió a Bushi después de un «Dangerous Back Drop».
- Minoru Suzuki derrotó a Sanada (19:40).
  - Suzuki cubrió a Sanada después de un «Gotch Style Piledriver».
- Evil derrotó a Zack Sabre Jr. (22:01).
  - Evil cubrió a Sabre después de un «EVIL».
- Bullet Club (Jay White & Bad Luck Fale) (con Gedo) derrotaron a Hiroshi Tanahashi & Kazuchika Okada (24:36).
  - White forzó a Tanahashi a rendirse con un «TTO».

#### Resultados: 3 de febrero
En paréntesis se indica el tiempo de cada combate:
- Toa Henare derrotó a Yota Tsuji (7:07).
  - Henare cubrió a Tsuji después de un «TOA Bottom».
- Manabu Nakanishi & Tiger Mask IV derrotaron a Ayato Yoshida & Shota Umino (9:31).
  - Mask cubrió a Yoshida después de un «Avalanche Butterfly Suplex».
- Hiroyoshi Tenzan & Ren Narita derrotaron a Suzuki-gun (Takashi Iizuka & TAKA Michinoku) por descalificación  (9:47).
  - Suzuki-gun fueron descalificados después de que Iizuka golpeara a Tenzan con el «Iron fingers from Hell».
- Ryusuke Taguchi, Tomoaki Honma, Toru Yano & Togi Makabe derrotaron a Bullet Club (Taiji Ishimori, Yujiro Takahashi, Tama Tonga & Tanga Loa) (con Jado y Pieter) (14:15).
  - Yano cubrió a Loa después de un «Schoolboy».
- Bullet Club (Jay White, Bad Luck Fale & Chase Owens) (con Gedo) derrotaron a Hiroshi Tanahashi, Kazuchika Okada & YOSHI-HASHI (17:57).
  - White forzó a YOSHI-HASHI a rendirse con un «TTO».
- Los Ingobernables de Japón (Bushi & Shingo Takagi) derrotaron a Suzuki-gun (Yoshinobu Kanemaru & El Desperado) y retuvieron el Campeonato Peso Pesado Junior en Parejas de la IWGP (18:04).
  - Takagi cubrió a Kanemaru después de un «Rebellion».
- Los Ingobernables de Japón (Evil & Sanada) derrotaron a Suzuki-gun (Minoru Suzuki & Zack Sabre Jr.) y retuvieron el Campeonato en Parejas de la IWGP (16:52).
  - Sanada cubrió a Suzuki después de un «Moonsault Press».
- Tetsuya Naito derrotó a Taichi y retuvo el Campeonato Intercontinental de la IWGP (21:31).
  - Naito cubrió a Taichi después de un «Destino».
  - Antes de la lucha, Naito fue atacado por Iizuka y Taichi.

### 2019: The New Beginning in Osaka
The New Beginning in Osaka 2019 tuvo lugar el 11 de febrero de 2019 desde el Edion Arena Osaka en Osaka, Japón.

#### Resultados
En paréntesis se indica el tiempo de cada combate:
- Hiroyoshi Tenzan, Satoshi Kojima & Jushin Thunder Liger derrotaron a Suzuki-gun (Minoru Suzuki, Takashi Iizuka & TAKA Michinoku) por descalificación (12:56).
  - Suzuki-gun fueron descalificados después de que Iizuka golpeara a Tenzan con una silla.
- Los Ingobernables de Japón (Evil & Sanada) derrotaron a Shota Umino & Ayato Yoshida (10:08).
  - Sanada cubrió a Umino después de un «Magic Killer».
  - El Campeonato en Parejas de la IWGP de Evil y Sanada no estuvo en juego.
- Los Ingobernables de Japón (Tetsuya Naito, Shingo Takagi & Bushi) derrotaron a Suzuki-gun (Taichi, Yoshinobu Kanemaru & El Desperado) (11:02).
  - Naito cubrió a Kanemaru después de un «Destino».
  - Después de la lucha, Roppongi 3K (Sho & Yoh) retó a los campeones a una lucha por el Campeonato Peso Pesado Junior en Parejas de la IWGP.
- Bullet Club (Yujiro Takahashi & Chase Owens) (con Pieter) derrotaron a Tomoaki Honma & YOSHI-HASHI (9:38).
  - Owens cubrió a Honma después de un «Package Piledriver».
- Guerrillas of Destiny (Tama Tonga & Tanga Loa) (con Jado) derrotaron a Most Violent Players (Togi Makabe & Toru Yano) (9:44).
  - Tonga cubrió a Yano después de un «Gun Stun».
- Taiji Ishimori derrotó a Ryusuke Taguchi y retuvo el Campeonato Peso Pesado Junior de la IWGP (16:10).
  - Ishimori cubrió a Taguchi después de un «Bloody Cross».
- Kazuchika Okada derrotó a Bad Luck Fale (18:10).
  - Okada cubrió a Fale después de dos «Rainmaker».
- Jay White (con Gedo) derrotó a Hiroshi Tanahashi y ganó el Campeonato Peso Pesado de la IWGP (30:28).
  - White cubrió a Tanahashi tras revertir un «High Fly Flow» con un «Blade Runner».

### 2020: The New Beginning in Sapporo
The New Beginning in Sapporo 2020 tuvo lugar el 1 y 2 de febrero de 2020 desde el Hokkaido Prefectural Sports Center en Sapporo, Japón.

#### Resultados: 1 de febrero
En paréntesis se indica el tiempo de cada combate:
- Bullet Club (El Phantasmo & Taiji Ishimori) derrotaron a Yuya Uemura y Tiger Mask IV (8:13).
  - Ishimori forzó a Uemura a rendirse con un «Yes Lock».
- Great Bash Heel (Togi Makabe & Tomoaki Honma) y Toa Henare derrotaron a Yota Tsuji, Manabu Nakanishi y Hiroyoshi Tenzan (9:41).
  - Henare cubrió a Tsuji después de un «TOA Bottom».
- CHAOS (Sho, Yoh & Will Ospreay) y Ryusuke Taguchi derrotaron a Suzuki-gun (Douki, Yoshinobu Kanemaru, El Desperado & Zack Sabre Jr.) (11:45).
  - Taguchi cubrió a Douki después de un «Dodon».
- Robbie Eagles y Ryu Lee derrotaron a Los Ingobernables de Japón (Bushi & Hiromu Takahashi) (11:47).
  - Eagles forzó a Bushi a rendirse con un «Ron Miller Special».
- Bullet Club (Jay White & KENTA) (con Gedo) derrotaron a Los Ingobernables de Japón (SANADA & Tetsuya Naito) (18:24).
  - White cubrió a SANADA con un «Schoolboy».
- Suzuki-gun (Taichi & Minoru Suzuki) derrotaron a Kazuchika Okada y Jon Moxley (17:48).
  - Suzuki cubrió a Moxley después de un «Gotch Style Piledriver».
- Tomohiro Ishii derrotó a Evil (21:14).
  - Ishii cubrió a Evil después de un «Vertical Drop Brainbuster».
- Shingo Takagi derrotó a Hirooki Goto y ganó el Campeonato de Peso Abierto NEVER (20:10).
  - Takagi cubrió a Goto después de un «Last of the Dragon».

#### Resultados: 2 de febrero
En paréntesis se indica el tiempo de cada combate:
- Toa Henare derrotó a Yota Tsuji (8:16).
  - Henare cubrió a Tsuji después de un «TOA Bottom».
- Tiger Mask IV, Manabu Nakanishi y Hiroyoshi Tenzan derrotaron a Great Bash Heel (Togi Makabe & Tomoaki Honma) y Yuya Uemura (9:48).
  - Mask cubrió a Uemura después de un «Tiger Suplex Hold».
- El Phantasmo derrotó a Gabriel Kidd (8:50).
  - El Phantasmo cubrió a Kidd después de un «Frog Splash».
- CHAOS (Robbie Eagles, Tomohiro Ishii & Hirooki Goto) derrotaron a Los Ingobernables de Japón (Bushi, Evil & Shingo Takagi) (9:42).
  - Eagles forzó a Bushi a rendirse con un «Ron Miller Special».
- Ryusuke Taguchi, Roppongi 3K (Sho & Yoh) y Jon Moxley derrotaron a Suzuki-gun (Douki, Yoshinobu Kanemaru, El Desperado & Minoru Suzuki) (12:58).
  - Taguchi forzó a Douki a rendirse con un «Oh My & Garankle».
- Los Ingobernables de Japón (Hiromu Takahashi, SANADA & Tetsuya Naito) derrotaron a Bullet Club (Taiji Ishimori, Jay White & KENTA) (con Gedo) (15:34).
  - SANADA forzó a Ishimori a rendirse con un «Skull End».
- Zack Sabre Jr. derrotó a Will Ospreay y retuvo el Campeonato de Peso Pesado Británico (27:04).
  - El árbitro declaró a Sabre como el ganador al decretar que Ospreay no podía continuar por quedar inconsciente.
- Kazuchika Okada derrotó a Taichi (30:53).
  - Okada cubrió a Taichi después de un «Rainmaker».

### 2020: The New Beginning in Osaka
The New Beginning in Osaka 2020 tuvo lugar el 9 de febrero de 2020 desde el Osaka-jō Hall en Osaka, Japón.

#### Resultados
En paréntesis se indica el tiempo de cada combate:
- Yuji Nagata, Satoshi Kojima, Hiroyoshi Tenzan y Manabu Nakanishi derrotaron a Ryusuke Taguchi, Toa Henare, Tomoaki Honma y Togi Makabe (7:09).
  - Kojima cubrió a Honma después de un «Lariat».
- Roppongi 3K (Sho & Yoh) (con Rocky Romero) derrotaron a Suzuki-gun (Yoshinobu Kanemaru & El Desperado) y retuvieron el Campeonato en Parejas Peso Pesado Junior de la IWGP (16:22).
  - Sho cubrió a Kanemaru después de un «Strong X».
  - Después de la lucha, Ryusuke Taguchi junto con Romero retaron a los campeones a una lucha por el título.
- Kota Ibushi, Hiroshi Tanahashi, David Finlay y Juice Robinson derrotaron a Bullet Club (Chase Owens, Yujiro Takahashi, Tanga Loa & Tama Tonga) (con Jado) (10:50).
  - Tanahashi cubrió a Loa con un «Schoolboy».
  - Después de la lucha, Loa y Tonga atacaron a Tanahashi, pero fueron detenidos por Ibushi.
- CHAOS (Will Ospreay & Kazuchika Okada) derrotaron a Suzuki-gun (Zack Sabre Jr. & Taichi) (11:50).
  - Okada cubrió a Taichi después de un «Rainmaker».
- Jay White (con Gedo) derrotó a SANADA (21:52).
  - White cubrió a SANADA después de un «Bladerunner».
  - Durante la lucha, Gedo interifrió a favor de White.
- Hiromu Takahashi derrotó a Ryu Lee y retuvo el Campeonato Peso Pesado Junior de la IWGP (23:54).
  - Takahashi cubrió a Lee después de un «Time Bomb».
- Jon Moxley derrotó a Minoru Suzuki y retuvo el Campeonato Peso Pesado de los Estados Unidos de la IWGP (17:16).
  - Moxley cubrió a Suzuki después de un «Death Rider».
  - Después de la lucha, Zack Sabre Jr. atacó a Moxley.
- Tetsuya Naito derrotó a KENTA y retuvo el Campeonato Peso Pesado de la IWGP y el Campeonato Intercontinental de la IWGP (35:50).
  - Naito cubrió a KENTA después de un «Destino».
  - Durante la lucha, Jay White interfirió a favor de KENTA, mientras que BUSHI y Hiromu Takahashi interfirieron a favor de Naito.
  - Después de la lucha, Naito retó a Hiromu Takahashi a una lucha en el evento 48th Anniversary Event.
  - Ambos campeonatos estaban en juego.

### 2021: The New Beginning in Nagoya
The New Beginning in Nagoya 2021 tuvo lugar el 30 de enero de 2021 desde el Aichi Prefectural Gymnasium en Nagoya, Japón.

#### Resultados
En paréntesis se indica el tiempo de cada combate:
- CHAOS (Toru Yano & Kazuchika Okada) derrotaron a Bullet Club (Yujiro Takahashi & Evil) (7:40).
  - Yano cubrió a Takahashi con un «Roll-Up».
- Master Wato, SHO, Tomoaki Honma y Kota Ibushi derrotaron a Los Ingobernables de Japón (Bushi, Hiromu Takahashi, Tetsuya Naito & SANADA) (11:32).
  - SHO cubrió a Bushi después de un «Shock Arrow».
- Great-O-Khan derrotó a Hiroyoshi Tenzan (12:45).
  - O-Khan cubrió a Tenzan después de un «Eliminator».
  - Como resultado, Tenzan no podrá volver usar el «Mongolian chop» en su arsenal de movimientos.
- Will Ospreay derrotó a Satoshi Kojima en un No Disqualification Match (16:57).
  - Ospreay cubrió a Kojima después de un «Stormbreaker».
- Hiroshi Tanahashi derrotó a Shingo Takagi y ganó el Campeonato de Peso Abierto NEVER (35:40).
  - Tanahashi cubrió a Takagi después de un «High Fly Flow».
  - Después de la lucha, Great-O-Khan atacó a Tanahashi.

### 2021: The New Beginning in Hiroshima
The New Beginning in Hiroshima 2021 tuvo lugar el 10 y 11 de febrero de 2021 desde el Hiroshima Sun Plaza Hall en Hiroshima, Japón.

#### Resultados: 10 de febrero
En paréntesis se indica el tiempo de cada combate:
- Suzuki-gun (Yoshinobu Kanemaru, El Desperado & Minoru Suzuki) derrotaron a Gabriel Kidd, Yuya Uemura y Yota Tsuji (8:01).
  - Suzuki forzó a Uemura a rendirse con un «Boston Crab».
- Bushi derrotó a Master Wato (11:08).
  - Bushi cubrió a Wato después de un «MX».
- CHAOS (YOSHI-HASHI, Tomohiro Ishii, Hirooki Goto, Toru Yano & Kazuchika Okada) derrotó a Bullet Club (El Phantasmo, Taiji Ishimori, Dick Togo, Yujiro Takahashi & Evil) (12:08).
  - Yano cubrió a Takahashi con un «Schoolboy».
- Los Ingobernables de Japón (Tetsuya Naito & SANADA) derrotaron a Tomoaki Honma y Kota Ibushi (11:02).
  - Naito cubrió a Honma después de un «Destino».
- Guerrillas of Destiny (Tama Tonga & Tanga Loa) (con Jado) derrotaron a Dangerous Tekkers (Taichi & Zack Sabre Jr.) (con Douki) por descalificación y retuvieron el Campeonato en Parejas de la IWGP (29:08).
  - Taichi fue descalificado después usar el «Iron finger from Hell» contra Tonga.
- Hiromu Takahashi derrotó a SHO y retuvo el Campeonato Peso Pesado Junior de la IWGP (35:38).
  - Hiromu cubrió a SHO después de un «Time Bomb II».

#### Resultados: 11 de febrero
En paréntesis se indica el tiempo de cada combate:
- Suzuki-gun (Douki, Zack Sabre Jr. & Taichi) derrotaron a Gabriel Kidd, Yuya Uemura y Yota Tsuji (8:51).
  - Sabre forzó a Kidd a rendirse con un «ZSJ Stylist Lock».
- Master Wato, SHO y Tomoaki Honma derrotaron a Suzuki-gun (Yoshinobu Kanemaru, El Desperado & Minoru Suzuki) (8:07). 
  - Wato cubrió a Kanemaru con un «La Carretera».
- Los Ingobernables de Japón (Bushi, Hiromu Takahashi & Tetsuya Naito) derrotaron a Bullet Club (El Phantasmo, Taiji Ishimori & Yujiro Takahashi) (9:54).
  - Naito cubrió a Takahashi después de un «Destino».
- CHAOS (Toru Yano & Kazuchika Okada) y Bullet Club (Dick Togo & Evil) terminaron sin resultado (1:27).
  - El encuentro resultó en empate cuando Okada y Evil recibieron la cuenta fuera del ring.
  - Después de la lucha, Okada desafió a Evil a una lucha individual.
- Kazuchika Okada derrotó a Evil por descalificación (5:41).
  - Evil fue descalificado después de que Dick Togo atacó a Okada.
- CHAOS (YOSHI-HASHI, Tomohiro Ishii & Hirooki Goto) derrotaron a Bullet Club (Jay White, Tanga Loa & Tama Tonga) (con Gedo y Jado) y retuvieron el Campeonato en Parejas de Peso Abierto 6-Man NEVER (27:01).
  - YOSHI-HASHI cubrió a Loa con un «Kinkoji».
  - Después de la lucha, YOSHI-HASHI desafío a Guerrillas of Destiny a una lucha por el Campeonato en Parejas de la IWGP.
- Kota Ibushi derrotó a  SANADA y retuvo el Campeonato Peso Pesado de la IWGP y Campeonato Intercontinental de la IWGP (27:51).
  - Ibushi cubrió a SANADA después de un «Kamigoye».
  - Después de la lucha, Tetsuya Naito desafió a Ibushi a una lucha por el Campeonato Intercontinental de la IWGP.
  - Ambos campeonatos estuvieron en juego.

### 2023: The New Beginning in Nagoya
The New Beginning in Nagoya 2023 tuvo lugar el 22 de enero de 2023 desde el Aichi Prefectural Gymnasium en Nagoya, Japón.

#### Resultados
En paréntesis se indica el tiempo de cada combate:
- Togi Makabe y Toru Yano derrotaron a Oskar Leube y Yuto Nakashima (9:25).
  - Makabe cubrió a Nakashima después de un «King Kong Knee Drop».
- Tomoaki Honma, Ren Narita, El Desperado y Minoru Suzuki derrotaron a House of Torture (Dick Togo, SHO, Yujiro Takahashi & Evil) (10:40).
  - Narita forzó a Togo a rendirse con un «Cobra Twist».
  - Después de la lucha, Suzuki junto a Desperado y Narita retó a House of Torture por el Campeonato en Parejas de Peso Abierto 6-Man NEVER.
- TMDK (Kosei Fujita, Shane Haste, Mikey Nicholls & Zack Sabre Jr.) derrotaron a CHAOS (Yoshi-Hashi, Tomohiro Ishii & Hirooki Goto) y Ryohei Oiwa (11:12).
  - Haste cubrió a Oiwa después de un «Dynamic Bomb».
- Bullet Club (Taiji Ishimori, El Phantasmo & KENTA) derrotaron a Jado, Master Wato y Hiroshi Tanahashi (11:27). 
  - El Phantasmo cubrió a Jado después de un «Sudden Death».
  - Después de la lucha, KENTA siguió atacando a Tanahashi.
- United Empire (Francesco Akira, Aaron Henare & Will Ospreay) derrotaron a Just 4 Guys (DOUKI, Yoshinobu Kanemaru & Taichi) (con Taka Michinoku) (9:24).
  - Ospreay cubrió a DOUKI después de un «Hidden Blade».
  - Originalmente, TJP participaría en la lucha siendo un 4 vs. 4, sin embargo, no estuvo presente en el evento.
- Ryusuke Taguchi, Shota Umino, YOH y Kazuchika Okada derrotaron a Los Ingobernables de Japón (BUSHI, Hiromu Takahashi, SANADA & Tetsuya Naito) (11:20).
  - Umino cubrió a BUSHI después de un «Death Rider».
  - Después de la lucha, Takahashi encaró a YOH y Naito a Umino.
- Shingo Takagi (con Hiromu Takahashi, SANADA & Tetsuya Naito) derrotó a Great-O-Khan (con Francesco Akira, Aaron Henare & Will Ospreay) en una Mixed Martial Arts Match y retuvo el Campeonato KOPW 2023 (22:37).
  - El árbitro detuvo el combate después de que Takagi dejara inconsciente a O-Khan con un «Kata-ha-jime».
  - La oportunidad de Takagi por el Campeonato Mundial Peso Pesado de la IWGP en The New Beginning in Osaka 2023 también estuvo en juego.
  - Después de la lucha, Kazuchika Okada encaró a Takagi.

### 2023: The New Beginning in Sapporo
The New Beginning in Sapporo 2023 tuvo lugar el 4 y 5 de febrero de 2023 desde el Hokkaido Prefectural Sports Center Hokkai Kitayell en Sapporo, Japón.

#### Resultados: 4 de febrero
En paréntesis se indica el tiempo de cada combate:
- Great-O-Khan derrotó a Oskar Leube (7:25).
  - O-Khan forzó a Leube a rendirse con un «Oozora Subaru Sheep Killer».
- Ryohei Oiwa, Ren Narita, El Desperado y Minoru Suzuki derrotaron a House of Torture (Dick Togo, SHO, Yujiro Takahashi & Evil) (9:36).
  - Narita forzó a Togo a rendirse con un «Cobra Twist».
- TMDK (Kosei Fujita, Shane Haste, Mikey Nicholls & Zack Sabre Jr.) derrotaron a Chaos (Yoshi-Hashi, Tomohiro Ishii & Hirooki Goto) y Yuto Nakashima (11:28). 
  - Fujita forzó a rendirse a Nakashima con un «Kimura Lock».
- Master Wato, Hikuleo, Tama Tonga y Hiroshi Tanahashi derrotaron a Bullet Club (Taiji Ishimori, El Phantasmo, KENTA & Jay White) (con Gedo) (12:48).
  - Wato cubrió a Ishimori después de un «Belly to Back Suplex».
  - Durante la lucha, Gedo intervino a favor de Bullet Club.
- Los Ingobernables de Japón (BUSHI, Hiromu Takahashi, SANADA & Shingo Takagi) derrotaron a CHAOS (YOH, Toru Yano & Kazuchika Okada) y Ryusuke Taguchi (11:02). 
  - Takagi cubrió a Taguchi después de un «Last of the Dragon».
  - Después de la lucha, YOH atacó a Takahashi.
- Catch 2/2 (Francesco Akira & TJP) (con Great-O-Khan) derrotaron a JUST 4 GUYS (DOUKI & Yoshinobu Kanemaru) (con Taka Michinoku) y retuvieron el Campeonato en Parejas Peso Pesado Junior de la IWGP (13:47). 
  - Akira cubrió a DOUKI después de un «Double Knee Fireball».
- Will Ospreay (con Great-O-Khan) derrotó a Taichi (22:47).
  - Ospreay cubrió a Taichi después de un «Storm Breaker».
- Tetsuya Naito derrotó a Shota Umino (32:11).
  - Naito cubrió a Umino después de un «Destino».

#### Resultados: 5 de febrero
En paréntesis se indica el tiempo de cada combate:
- United Empire (Francesco Akira, TJP, Great-O-Khan & Will Ospreay) derrotaron a Just Four Guys (TAKA Michinoku, DOUKI, Yoshinobu Kanemaru & Taichi) (10:11).
  - Ospreay cubrió a Michinoku después de un «Hidden Blade».
- Yuto Nakashima, Ren Narita, El Desperado y Minoru Suzuki derrotaron a House of Torture (Dick Togo, SHO, Yujiro Takahashi & Evil) (10:19).
  - Narita forzó a Yujiro a rendirse con un «Cobra Twist».
  - Después de la lucha, Suzuki junto a Desperado & Narita retó a House of Torture por el Campeonato en Parejas de Peso Abierto 6-Man NEVER en The New Beginning in Osaka 2023.
- Bullet Club (Taiji Ishimori & KENTA) derrotaron a Master Wato y Hiroshi Tanahashi (10:41).
  - Ishimori cubrió a Wato con un «Roll-Up»  apoyado con las cuerdas del ring.
  - Después de la lucha, Ishimori & KENTA siguieron atacando a Wato, pero fueron detenidos por Tanahashi.
- Guerrillas of Destiny (Jado, Hikuleo & Tama Tonga) derrotaron a Bullet Club (Gedo, El Phantasmo & Jay White) (12:58).
  - El árbitro detuvo la lucha tras ver que Gedo no respondía, después de un «Crossface» de Jado, seguido de un «Gun Stun» de Tonga.
  - Después de la lucha, El Phantasmo atacó a Tonga.
- Ryusuke Taguchi, Shota Umino, Toru Yano y Kazuchika Okada derrotaron a Los Ingobernables de Japón (BUSHI, SANADA, Shingo Takagi & Tetsuya Naito) (11:03).
  - Okada cubrió a SANADA después de un «Piledriver» y dos «Rainmaker» consecutivos.
- Bishamon (Hirooki Goto & Yoshi-Hashi) derrotaron a TMDK (Mikey Nicholls & Shane Haste) y retuvieron el Campeonato en Parejas de la IWGP (15:13).
  - Goto cubrió a Nicholls después de un «Shoto».
- Zack Sabre Jr. derrotó a Tomohiro Ishii y retuvo el Campeonato Televisivo de NJPW World (14:38).
  - Sabre cubrió a Ishii después de un «Zack Driver».
- Hiromu Takahashi derrotó a YOH y retuvo el Campeonato Peso Pesado Junior de la IWGP (29:42).
  - Takahashi cubrió a YOH después de un «Time Bomb II».

### 2023: The New Beginning in Osaka
The New Beginning in Osaka 2023 tuvo lugar el 11 de febrero de 2023 desde el Edion Arena Osaka en Osaka, Japón.

#### Resultados
En paréntesis se indica el tiempo de cada combate:
- United Empire (Great-O-Khan & Aaron Henare) derrotaron a Toru Yano y Oskar Leube (6:38). 
  - Henare cubrió a Leube después de un «Rampage».
- Los Ingobernables de Japón (Tetsuya Naito, SANADA, Hiromu Takahashi & BUSHI) derrotaron a Tomoaki Honma, Shota Umino, Tiger Mask IV y Ryusuke Taguchi (8:43). 
  - Takahashi cubrió a Taguchi después de un «Time Bomb II».
  - Después de la lucha, Lio Rush salió al ring y reto a Takahashi a una lucha por el Campeonato Peso Pesado Junior de la IWGP.
- Taiji Ishimori derrotó a Master Wato (11:18).
  - Ishimori cubrió a Wato después de un «Bloddy Cross».
- Hiroshi Tanahashi derrotó a KENTA (13:57).
  - Tanahashi cubrió a KENTA después de un «High Fly Flow».
- Strong Style (Ren Narita, El Desperado y Minoru Suzuki) derrotaron a House of Torture (EVIL, Yujiro Takahashi & SHO) (con Dick Togo) y ganaron el Campeonato en Parejas de Peso Abierto 6-Man NEVER (12:51). 
  - Narita, Desperado y Suzuki forzaron a Takahashi, SHO y EVIL a rendirse al mismo tiempo con un «Cobra Twist», «Número Dos» y «Slepper Hold», respectivamente.
  - Durante la lucha, Togo interfirió a favor de House of Torture.
- Hikuleo (con Jado) derrotó a Jay White (con Gedo) en un Loser Leaves Japón Match (25:08). 
  - Hikuleo cubrió a White después de un «Chokeslam».
  - Durante la lucha, Gedo interfirió a favor de White, pero fue detenido por Jado.
  - Como resultado,  White deberá abandonar Japón.
  - Después de la lucha, White saludó a Hiroshi Tanahashi quién estaba en ringside, comentando la lucha.
- Tama Tonga (con Jado) derrotó a El Phantasmo y retuvo el Campeonato de Peso Abierto NEVER (27:07). 
  - Tonga cubrió a El Phantasmo después de un «Jay Driller».
- Kazuchika Okada derrotó a Shingo Takagi y retuvo el Campeonato Mundial Peso Pesado de la IWGP (33:07).
  - Okada cubrió a Takagi después de un «Rainmaiker».
  - Después de la lucha, Okada desafió a Tanahashi a una lucha por su campeonato en el evento Battle in the Valley.

### 2024: The New Beginning in Nagoya
The New Beginning in Nagoya 2024 tuvo lugar el 20 de enero de 2024 desde el Aichi Prefectural Gymnasium en Nagoya, Japón.

#### Resultados
En paréntesis se indica el tiempo de cada combate:
- Kickoff: Shoma Kato y Katsuya Murashima terminaron en empate (10:00).
  - La lucha resultó en empate cuando superó el tiempo de límite de 10 minutos.
- House of Torture (Yujiro Takahashi & Ren Narita) derrotaron a Tomoaki Honma y Shota Umino (9:47).
  - Narita cubrió a Honma después de un «Double Cross».
- Bullet Club War Dogs (Drilla Moloney, Clark Connors, Gabe Kidd, Alex Coughlin & David Finlay) (con Gedo) derrotaron a United Empire (Callum Newman, Francesco Akira, TJP, Henare & Jeff Cobb) (11:53).
  - Finlay cubrió a Newman después de un «Powerbomb».
- House of Torture (SHO & Yoshinobu Kanemaru) derrotaron a Master Wato y El Desperado (8:22).
  - SHO cubrió a Wato después de un «Shock Arrow».
- TMDK (Kosei Fujita, Shane Haste, Mikey Nicholls & Zack Sabre Jr.) derrotaron a Togi Makabe, Tomohiro Ishii, Hiroshi Tanahashi y Kazuchika Okada (10:41).
  - Sabre forzó a Makabe a rendirse con un «Modified Leglock».
- Just 5 Guys (TAKA Michinoku, DOUKI, Yuya Ueamura, Taichi & SANADA) derrotaron a Los Ingobernables de Japón (BUSHI, Hiromu Takahashi, Yota Tsuji, Shingo Takagi & Tetsuya Naito) (9:01).
  - SANADA forzó a BUSHI a rendirse con un «Skull End».
- Great-O-Khan derrotó a Taiji Ishimori y ganó el Campeonato KOPW 2024 (10:00).
  - O-Khan se llevó la victoria al ser el último en poseer el cinturón del campeonato al terminar el tiempo límite.
  - La lucha tenía un tiempo límite de 10 minutos, con intervalos de 3 minutos en donde ambos luchadores tenían que completar un circuito de sesiones de entrenamiento físico.
- Guerrillas of Destiny (El Phantasmo & Hikuleo) derrotaron a Bullet Club (Chase Owens & KENTA) y retuvieron el Campeonato en Parejas de Peso Abierto STRONG (21:33).
  - El Phantasmo cubrió a Owens después de un «CR2».
- Evil (con Dick Togo) derrotó a Tama Tonga (con Jado) y ganó el Campeonato de Peso Abierto NEVER (18:01).
  - Evil cubrió a Tonga después de un «EVIL».

### 2024: The New Beginning in Osaka
The New Beginning in Osaka 2024 tuvo lugar el 11 de febrero de 2024 desde el Edion Arena Osaka en Osaka, Japón.

#### Resultados
En paréntesis se indica el tiempo de cada combate:
- CHAOS (YOH & Toru Yano) derrotaron Boltin Oleg y Ryusuke Taguchi (3:45).
  - YOH cubrió a Taguchi después de un «Kido Clutch».
- Bishamon (Hirooki Goto & Yoshi-Hashi) derrotaron a United Empire (Callum Newman & Great-O-Khan) (7:37).
  - Hashi cubrió a Newman después de un «Shoto».
- House of Torture (Yujiro Takahashi, Ren Narita, SHO & Evil) (con Dick Togo) derrotaron a Tomoaki Honma, Tiger Mask IV, El Desperado y Shota Umino (8:43).
  - SHO cubrió a Mask después de un «Shock Arrow».
  - Durante la lucha, Togo interfirio a favor de House of Torture.
- Just 5 Guys (TAKA Michinoku, DOUKI, Yuya Ueamura, Taichi & SANADA) derrotaron a Los Ingobernables de Japón (BUSHI, Hiromu Takahashi, Yota Tsuji, Shingo Takagi & Tetsuya Naito) (11:05).
  - SANADA forzó a BUSHI a rendirse con un «Skull End».
- Kazuchika Okada derrotó a Hiroshi Tanahashi (16:50).
  - Okada cubrió a Tanahashi después de un «Rainmaker».
- Bullet Club (Chase Owens & KENTA) derrotaron a Guerrillas of Destiny (El Phantasmo & Hikuleo) y ganaron el Campeonato en Parejas de la IWGP (13:11).
  - KENTA cubrió a Hikuleo con un «Roll-Up».
  - Durante la lucha, Taiji Ishimori interfirio a favor de Bullet Club.
- Zack Sabre Jr. derrotó a Bryan Danielson (32:46).
  - Sabre cubrió a Danielson con un «Crucifix pin».
- Bullet Club War Dogs (Drilla Moloney, Clark Connors, Gabe Kidd, Alex Coughlin & David Finlay) (con Gedo) derrotaron a United Empire (Francesco Akira, TJP, Henare, Jeff Cobb & Will Ospreay) en un Dog Pound Cage Match (1:04:05).
  - Finlay cubrió a Ospreay después de un «Overkill».
  - Esta fue la última lucha de Ospreay en NJPW.

### 2024: The New Beginning in Sapporo
The New Beginning in Sapporo 2024 tuvo lugar el 23 y 24 de febrero de 2024 desde el Hokkaido Prefectural Sports Center Hokkai Kitayell en Sapporo, Japón.

#### Resultados: 23 de febrero
En paréntesis se indica el tiempo de cada combate:
- Kickoff: Tomoya y Toru Yano derrotaron a Tomoaki Honma y Shoma Kato (7:10).
  - Tomoya forzó a Kato a rendirse con un «La Adachita 2005».
- Zack Sabre Jr. derrotó a Yuji Nagata (7:56).
  - Sabre forzó a Nagata a rendirse con un «Cross Armbreaker».
- House of Torture (Yoshinobu Kanemaru, Yujiro Takahashi & Ren Narita) derrotaron a Ryusuke Taguchi, Togi Makabe y Boltin Oleg (7:15).
  - Narita cubrió a Makabe después de un «Double Cross».
- CHAOS (Kazuchika Okada, Tomohiro Ishii, Hirooki Goto, YOSHI-HASHI & YOH) derrotaron a United Empire (Jeff Cobb, Great-O-Khan, Henare, Francesco Akira & Callum Newman) (10:55).
  - Okada cubrió a Newman después de un «Rainmaker».
- Los Ingobernables de Japón (BUSHI, Hiromu Takahashi, Yota Tsuji, Shingo Takagi & Tetsuya Naito) derrotaron a Just 5 Guys (TAKA Michinoku, DOUKI, Yuya Ueamura, Taichi & SANADA) (10:07).
  - Takagi cubrió a Michinoku después de un «Pumping Bomber».
- Mayu Iwatani derrotó a Mina Shirakawa y retuvo el Campeonato Femenino de la IWGP (12:28).
  - Iwatani cubrió a Shirakawa después de un «Two Step Dragon Suplex».
- SHO derrotó a El Desperado por cuenta fuera y ganó el Campeonato Peso Pesado Junior de la IWGP (16:13).
  - SHO ganó la lucha después de que El Desperado no pudiera responder al conteo del árbitro.
  - Si Sho hubiera perdido tendría que unirse a Strong Style.
- Evil (con Dick Togo) derrotó a Shota Umino y retuvo el Campeonato de Peso Abierto NEVER (15:45).
  - Evil cubrió a Umino después de un «EVIL».
- Matt Riddle derrotó a Hiroshi Tanahashi y ganó el Campeonato Televisivo de NJPW World (8:53).
  - Riddle cubrió a Tanahashi después de un «BroStone».
- Nic Nemeth derrotó a David Finlay (con Gedo) y ganó el Campeonato Global Peso Pesado de la IWGP (23:07).
  - Nemeth cubrió a Finlay después de un «Danger Zone».

#### Resultados: 24 de febrero
En paréntesis se indica el tiempo de cada combate:
- Kickoff: Tomoya y Toru Yano derrotaron a Tomoaki Honma y Katsuya Murashima (7:48).
  - Tomoya cubrió a Murashima después de un «SOD».
- Shota Umino, El Desperado, Togi Makabe, YOH y Boltin Oleg derrotaron a House of Torture (EVIL, SHO, Ren Narita, Yoshinobu Kanemaru & Yujiro Takahashi) (con Dick Togo) (7:50).
  - Umino cubrió a Kanemaru después de un «Death Rider».
- CHAOS (Kazuchika Okada, Tomohiro Ishii, Hirooki Goto, YOSHI-HASHI & Toru Yano) derrotaron a Matt Riddle y United Empire (Jeff Cobb, Great-O-Khan, Callum Newman & Francesco Akira) (11:34).
  - Okada cubrió a Newman después de un «Rainmaker».
  - Esta fue la última lucha de Okada en NJPW.
- Guerrillas of Destiny (El Phantasmo & Hikuleo) derrotaron a Guerrillas of Destiny (Tama Tonga & Tanga Loa) (con Jado como árbitro especial invitado) (14:04).
  - Hikuleo cubrió a Tonga después de un «Godsend».
  - Esta fue la última lucha de Tonga en NJPW.
- Ryusuke Taguchi y Nic Nemeth derrotaron a Bullet Club (Gedo & David Finlay) (7:43).
  - Nemeth cubrió a Gedo después de un «Danger Zone».
  - Después de la lucha, Nemeth retó a Hiroshi Tanahashi por el Campeonato Global Peso Pesado de la IWGP.
- BUSHI derrotó a TAKA Michinoku (9:13).
  - BUSHI forzó a Michinoku a rendirse con un «Modified Figure Four».
- DOUKI derrotó a Hiromu Takahashi (14:45).
  - DOUKI cubrió a Takahashi después de un «Suplex De La Luna».
- Taichi derrotó a  Shingo Takagi (17:28).
  - Taichi cubrió a Takagi después de un «Dangerous Backdrop».
- Yota Tsuji derrotó a Yuya Uemura en un Hair vs. Hair Match (28:20).[34]
  - Tsuji cubrió a Uemura después de un «Gene Blaster».
  - Como resultado, Uemura tuvo que raparse el cabello.
- Tetsuya Naito derrotó a SANADA y retuvo el Campeonato Mundial Peso Pesado de la IWGP (24:05).[35]
  - Naito cubrió a SANADA con un «Inside Cradle».

### 2025: The New Beginning in Osaka
The New Beginning in Osaka 2025 tuvo lugar el 11 de febrero de 2025 desde el Edion Arena Osaka en Osaka, Japón.
En paréntesis se indica el tiempo de cada combate:
- Kick-Off: United Empire (Francesco Akira & Jeff Cobb) derrotaron a El Desperado & Katsuya Murashima (8:20).
  - Akira cubrió a El Desperado después de un «Front Cradle».
- Hiroshi Tanahashi derrotó a Togi Makabe (9:24).
  - Tanahashi cubrió a Makabe después de revertir un «King Kong Lariat» en un «Roll-Up».
- Drilla Moloney derrotó a Shingo Takagi (10:40).
  - Moloney cubrió a Takagi después de un «Drilla Killa».
- Great-O-Khan derrotó a Shota Umino en un Hair vs. Hair Match (9:38).
  - O'Khan cubrió a Umino después de un «Eliminator».
  - Como resultado, Umino tuvo que raparse el cabello.
- SANADA derrotó a Taichi (8:35).
  - SANADA cubrió a Taichi después de un «Dead Fall».
  - Después de la lucha, Bullet Club War Dogs atacó a Taichi, pero fueron detenidos por Yuya Uemura.
- Ichiban Sweet Boys (Kosei Fujita & Robbie Eagles) derrotaron a Roppongi ReVice (Rocky Romero & YOH) y retuvieron el Campeonato en Parejas Peso Pesado Junior de la IWGP (11:43).
  - Fujita cubrió a Romero después de un «Abandon Hope».
  - Después de la lucha, Taiji Ishimori retó a Ichiban Sweet Boys por los títulos.
- Konosuke Takeshita (con Don Callis) derrotó a Boltin Oleg y retuvo el Campeonato de Peso Abierto NEVER (11:33).
  - Takeshita cubrió a Oleg después de un «Raging Fire».
  - Después de la lucha, Ryohei Oiwa retó a Takeshita por el título.
  - El Campeonato Internacional de AEW de Takeshita no estuvo en juego.
- Los Ingobernables de Japón (Tetsuya Naito & Hiromu Takahashi) derrotaron a The Young Bucks (Matthew Jackson & Nicholas Jackson) y ganaron el Campeonato en Parejas de la IWGP (9:48).
  - Naito cubrió a Nicholas después de un «Destino».
- El Campeón Global Peso Pesado de la IWGP Yota Tsuji y Gabe Kidd empataron sin resultado (21:24).
  - La lucha resultó en empate cuando ambos no pudieron levantarse luego de la cuenta de 10.
  - Como resultado, Tsuji retuvo el título.
  - Después de la lucha, House of Torture (EVIL & Dick Togo) atacaron a Tsuji, Kidd y Clark Connors para luego expulsar al Bullet Club War Dogs del Bullet Club.
- Hirooki Goto derrotó a Zack Sabre Jr. y ganó el Campeonato Mundial Peso Pesado de la IWGP (20:07).
  - Goto cubrió a Sabre después de varios «GTR».
  - Después de la lucha, Goto celebró con sus hijos y con Yoshi-Hashi.